# Krøjning
Krøjning er en teknik indenfor vindmøllekonstruktion, som regulerer vingernes position i forhold til vindens retning.
De gamle stubmøller var konstrueret således, at hele det tunge møllehus skulle drejes ved krøjningen, der foregik fra møllens bagside, ’’svansen’’ ved hjælp af et manuelt krøjeværk.  De hollandske møller gjorde krøjningen noget lettere, idet det nu kun var møllehatten som skulle drejes. Ved krøjningen bliver  vingerne drejet op mod vinden, hvis den skifter retning. Vingerne er forsynet med sejl af stof eller klapper af træ, der monteres således, at det er muligt at svikke møllen.

## Teknisk udvikling
Krøjningen foregik oprindelig ved, at mølleren styrede møllehattens drejning ved hjælp af et manuelt krøjeværk, der bestod af:
- En lang krøjebjælke
- En kort krøjebjælke
- En svans
- To krøjestivere

Krøjningen kunne allerede i stubmøllernes æra lettes ved at dreje møllen op i vinden ved hjælp af en krøjevogn (et transportabelt spil), der fastholdes af pæle rundt om møllen.  De hollandske møller var ligeledes konstrueret med manuelt krøjeværk, hvor de tværgående krøjebjælker er monteret gennem hatten. Stiverne danner sammen med de to bjælker hver sin trekant. Den lange bjælke i midten af konstruktionen er samlet med de bageste stivere. De tidligste møller af denne type blev krøjet ved hjælp af krøjevogn, men ved at udstyre hatten med en jernskinne, ”skøjter” og ’’tandkrans’’, der er i indgreb med et tandhjul, blev det muligt at dreje hatten ved hjælp af et kædetræk.
I 1745 tog en skotte, Edmund Lee, patent på  vindrosen, dvs. en lille tværstillet vingerotor, som automatisk kunne dreje møllehatten i den rigtige retning i forhold til vinden, Denne automatiske krøjning lettede møllerkarlenes arbejde i betragtelig grad. Der findes også eksempler på møller med et krøjehjul med kæde, som er en forberedelse til den automatiske krøjning. Her er hatten forsynet med en "tandkrans", således at mølleren -indtil der blev råd til vindrosen - kunne krøje møllen med krøjehjulet, som fungerede således, at man ved at trække i kæden fik hjulet og hatten til at dreje.
- Lyngmøllen med udvendig, manuelt betjent krøjeværk
- Vestervig Klostermølle er forberedt til selvkrøjning ved montering af krøjehjul, men mangler vindrosen
- Ramløse Mølle er forsynet med vindrose til automatisk krøjning

Se også:
- Vindrose (krøjevindfang)
- Svikke (mølleteknik)